# كريستانتوس أوتشي
كريستانتوس أوغونا أوتشي (من مواليد 19 مايو 2003) هو لاعب كرة قدم نيجيري يلعب كلاعب خط وسط أو مهاجم لنادي خيتافي في الدوري الإسباني.

## حياته المهنية

#### نشأته
ولد أوتشي في أويري، ولعب كرة القدم للهواة مع أصدقائه في مسقط رأسه، قبل أن يتلقى عرضًا من نادي مورالو سي بي الإسباني في يوليو 2022؛ أعلن النادي رسميًا عن انضمامه في نوفمبر، وتم تعيينه في البداية في فريق الاحتياط في دوري الدرجة الأولى المتطرف. ظهر لأول مرة مع الفريق الأول في 20 نوفمبر، حيث بدأ في خسارة 2-1 خارج أرضه أمام CP ملكا، وسجل هدفه الأول بعد سبعة أيام في فوز ساحق 4-0 على أرضه.
شارك أوتشي لأول مرة مع الفريق الأول لمورالو في 8 يناير 2023، حيث دخل كبديل في الشوط الثاني في فوز 4-1 على أرضه في الدوري الثالث على إس بي فيلافرانكا. بعد ذلك أثبت نفسه كلاعب أساسي، حيث فشل فريقه في الصعود في التصفيات النهائية.

#### نادي سبتة
في 15 يوليو 2023، وقع أوتشي مع نادي سبتة لكرة القدم في الدوري الإسباني الدرجة الأولى، حيث تم تعيينه في البداية في فريق B ‏ لكنه خاض فترة ما قبل الموسم مع الفريق الرئيسي. ومع ذلك، لم يشارك مع الفريق الأول، وأثبت نفسه كوحدة أساسية في فريق كابالاس؛ في يناير 2024، ذكرت صحيفة موندو ديبورتيفو الإسبانية أنه كان هدفًا لنادي ريال بيتيس.

#### نادي خيتافي
في 21 فبراير 2024، أفادت التقارير أن أوتشي قد وافق على صفقة مع نادي خيتافي في الدوري الإسباني، مع تأكيد مدرب سبتة خوسيه خوان روميرو على الانتقال بعد يومين. أعلن كلا الناديين رسميًا عن انتقاله في 13 يونيو، حيث وقع اللاعب عقدًا لمدة أربع سنوات مع نادي ضواحي مدريد.
خاض أوتشي مباراته الاحترافية الأولى في 15 أغسطس 2024، حيث بدأ كمهاجم وسجل هدف التعادل في مباراة انتهت بالتعادل 1-1 خارج أرضه ضد أتليتيك بلباو.